# Cedarville (nave da carico)
Il piroscafo Cedarville è stato una nave da carico che prestò servizio sui Grandi Laghi dalla sua costruzione nel 1927 al suo naufragio il 7 maggio 1965, dovuto alla collisione con la nave norvegese Topdalsjord nel lago Huron. La nave da carico veniva utilizzata per trasportare carichi alla rinfusa come il calcare.

## Storia
La Cedarville venne costruita nel 1927 dalla Great Lakes Engineering Works a River Rouge (Michigan). La nave fu varata come A.F. Harvey ed entrò in servizio per la Pittsburgh Steamship Company, divisione della U.S. Steel. Nel 1956 l'unità passò sotto la direzione della Bradley Transportation Company (la stessa della Carl D. Bradley), ancora di proprietà della U.S. Steel e venne convertita in una nave self-discharger e fu ribattezzata Cedarville.

### Il naufragio
Il 7 maggio 1965, la Cedarville stava navigando tra Rogers City (Michigan) e Gary (Indiana) con un carico di 14.642 t di calcare, quando 1,6 km a est del Mackinac Bridge, in una fitta nebbia, il mercantile entrò in collisione con la nave norvegese Topdalsfjord. L'urto avvenne a causa di problemi di comunicazione tra le due navi, che cambiarono rotta a un miglio di distanza l'una dall'altra. Il capitano della Cedarville, tuttavia, affermò che quest'ultima avrebbe speronato la prua della norvegese, ma il suo messaggio non fu ricevuto dall'equipaggio della Topdalsjord, che proseguì sulla rotta che la portò a entrare in collisione con il babordo della Cedarville.
La collisione causò solo danni superficiali sopra la linea di galleggiamento, consistenti principalmente in ringhiere e piastre del ponte rotte; la prua della Topdalsjord aveva creato una grande falla nello scafo della Cedarville sotto la linea di galleggiamento, e pochi minuti dopo l'urto la Cedarville si inclinò leggermente verso sinistra. Il capitano del mercantile ordinò che l'acqua fosse pompata nei serbatoi di zavorra di tribordo per contrastare lo sbandamento e intendeva provare a incagliare la nave per impedirle di inabissarsi. Mentre la nave si muoveva verso la costa, tuttavia, il peso dell'acqua all'interno dello scafo fece sprofondare la prua e la nave iniziò ad inclinarsi a dritta, ribaltandosi prima di colare a picco. La maggior parte dei sopravvissuti alla collisione, nella quale morirono dieci dei 35 a bordo, furono raccolti dal mercantile tedesco Weissenburg e successivamente trasferiti sul cutter della guardia costiera statunitense Mackinaw.

#### Inchiesta sul naufragio
Un'indagine della Guardia Costiera degli Stati Uniti d'America sull'incidente rivelò che il capitano della Cedarville era colpevole del naufragio e venne incolpato di quattro capi d'accusa per cattiva navigazione. Inizialmente si dichiarò innocente, ma nell'agosto 1965 confessò la sua colpevolezza. A seguito dell'inchiesta gli venne sospesa la patente per un anno.

## Il relitto
Il relitto della Cedarville si trova nella Straits of Mackinac Shipwreck Preserve, alla profondità di 34 m (il punto più alto dello scafo a circa 11 m e le cabine a circa 23 m sott'acqua). I subacquei esperti possono entrare nella nave, poiché la maggior parte del relitto rimane abbastanza intatto. La Cedarville è la quarta nave più grande persa sui Grandi Laghi dopo la Edmund Fitzgerald, la Daniel J. Morrell e la compagna di flotta Carl D. Bradley.